# Mexikói költők, írók listája
Ez a lista a Mexikóban élő és élt alkotók nevét tartalmazza betűrendben, évszámmal ellátva:
| Ábécé szerinti tartalomjegyzék                      |
| --------------------------------------------------- |
| A B C D E F G H I J K L M N O P Q R S T U V W X Y Z |

## A
- Juan Ruiz de Alarcón (1581?-1639)
- Brigitte Alexander (1911–1995), D/Mex
- Ignacio Manuel Altamirano (1834–1893)
- Guadalupe Amor (1918–2000)
- Homero Aridjis (1940)
- Mariano Azuela (1873–1952)

## B
- Huberto Batis (*1934)
- Carmen Boullosa (*1954)

## C
- Julieta Campos (1932–2007)
- Emilio Carballido (*1925)
- Ulises Carrión (1941–1989)
- Salvador Castañeda (* 1946)
- Rosario Castellanos (1925–1974)
- Alberto Chimal (* 1970)
- Alí Chumacero (* 1918)
- Elsa Cross (* 1946)

## D
- Salvador Díaz Mirón (1853–1928)

## E
- Salvador Elizondo (1932–2006)
- Ricardo Elizondo Elizondo (1950–)
- Laura Esquivel (1950–)

## F
- Guillermo J. Fadanelli (1963–)
- José Joaquín Fernández de Lizardi (1776–1827)
- Carlos Fuentes (1928–)

## G
- Juana Inés de la Cruz (1648/1651–1695)
- Juan García Ponce (1932–2003)
- Elena Garro (1920–1998)
- Margo Glantz (1930–)
- José Gorostiza (1901–1973)
- Manuel Eduardo de Gorostiza (1789–1851)
- Manuel Gutiérrez Nájera (1859–1895)
- Martín Luis Guzmán (1887–1976)

## H
- Alejandro Rejón Huchin (*1997)

## I
- Jorge Ibargüengoitia (1928–1979)

## L
- Vicente Leñero (* 1933)
- Ramón López Velarde (1888–1921)

## M
- Mauricio Magdaleno (1906–1986)
- Ángeles Mastretta (1949–)
- Fernanda Melchor (*1982)
- Carlos Monsiváis (*1938)
- Myriam Moscona (* 1955)
- Rafael Muñoz (1899–1972)

## N
- Amado Nervo (1870–1919)
- Salvador Novo (1904–1974)

## P
- José Emilio Pacheco (1939–2014)
- Fernando del Paso (1935–2018)

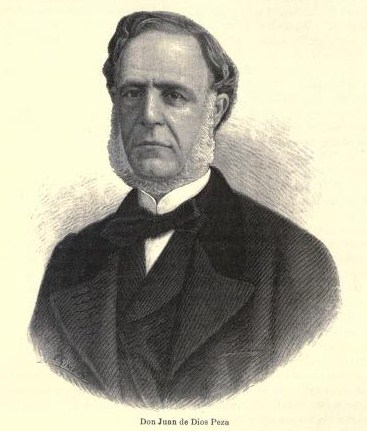
Juan de Dios Peza

- Octavio Paz (1914–1998), Irodalmi Nobel-díj (1990)
- Carlos Pellicer (1897–1977)
- Juan de Dios Peza (1852–1910)
- Sergio Pitol (1933–)
- Elena Poniatowska (1932–)
- Guillermo Prieto (1818–1897)
- María Luisa Puga (1944–2004)

## R
- José Revueltas (1914–1976)
- Alfonso Reyes (1889–1959)
- Manuel Rodríguez Villegas (*1982)
- Juan Rulfo (1917–1986)
- Alberto Ruy Sánchez (1951–)

## S
- Jaime Sabines (1926–1999)
- Mauricio-José Schwarz (*1955)
- Tomás Segovia (* 1927)
- Esther Seligson (* 1941)
- Carlos de Sigüenza y Góngora (1645–1700)

## T
- II. Paco Ignacio Taibo (* 1949)
- Jaime Torres Bodet (1902–1974)
- Julio Torri (1889–1970)

## U
- Rodolfo Usigli (1905–1979)

## V
- José Vasconcelos (1882–1959)
- Juan Pablo Villalobos (1973–)
- Xavier Villaurrutia (1903–1950)
- Juan Villoro (* 1956)

## W
- Ramón Garza Wilmot (*1954)

## Y
- Agustín Yáñez (1904–1980)

## Z
- Gabriel Zaid (1934–)